# Junkers Ju 252
Lo Junkers Ju 252 fu un trimotore da trasporto ad ala bassa prodotto in piccola serie dall'azienda tedesca Junkers GmbH nei primi anni quaranta.
Sviluppato dallo Junkers EF 77, progetto di aereo di linea basato sull'esperienza acquisita sullo Ju 52/3, venne utilizzato come trasporto tattico dalla Luftwaffe durante la seconda guerra mondiale.

## Storia del progetto
Nel 1938 Hugo Junkers, proprietario e progettista dell'azienda che portava il suo nome, iniziò a valutare la possibilità di realizzare un nuovo velivolo da trasporto civile che potesse sostituire il suo precedente Ju 52/3 introducendo migliorie tecnologiche atte ad aumentarne le prestazioni. Il progetto, al quale venne assegnato la designazione aziendale EF 77, venne affidato all'ingenrere Konrad Eichholtz il quale realizzò un disegno che manteneva le caratteristiche generali del suo predecessore, trimotore ad ala bassa con scompartimento passeggeri a 21 posti a sedere, ma abbandonava la caratteristica costruzione in metallo ondulato in favore di una superficie liscia ed introduceva un carrello d'atterraggio retrattile.
Il progetto, proposto alla compagnia aerea Deutsche LuftHansa (DLH) e valutato dal Reichsluftfahrtministerium (RLM) non riscosse però l'interesse sperato in quanto non si ritennero sufficienti i vantaggi rispetto alla semplicità di costruzione e della robustezza dimostrata fino ad allora dal "Tante Ju" (Zia Ju), affettuoso soprannome con cui era conosciuto lo Ju 52.
Nel 1939, la Letov di Praga, affiliata Junkers dopo la creazione del Protettorato di Boemia e Moravia, realizzò un nuovo progetto, ulteriore sviluppo dalla maggiore autonomia e capacità incrementata a 30 passeggeri, il quale riscosse l'interesse della DLH e dell'RLM che ne approvò la costruzione assegnandogli la designazione ufficiale Ju 252. Tuttavia nel settembre dello stesso anno, data dell'inizio della Campagna di Polonia, l'RLM ritenne necessario dare la priorità alla produzione di velivoli da combattimento e lo sviluppo venne momentaneamente sospeso.
Lo svolgersi della seconda guerra mondiale, in quella fase favorevole alla Germania, determinò, su ordine dell'RLM, il riavvio del programma di sviluppo dello Ju 252 ma a differenza dell'EF 77 e dei primi progetti del modello definitivo, concepito per un uso solamente civile, in prospettiva di un uso anche a scopo militare. Le nuove esigenze di trasporto nel territorio nazionale ed occupato modificarono le richieste da parte di RLM e DLH per una versione dotata di una maggiore capacità ed autonomia. L'ultima versione del progetto alla quale collaborò anche l'ufficio tecnico della Fokker, risultò ulteriormente distante dai progetti originali e sottoposta nel 1940 alla valutazione delle commissioni militari e civili venne finalmente approvata. Una delle caratteristiche del progetto dello Ju 252 fu l'ideazione della Trapoklappe, una rampa di carico idraulica situata in posizione ventrale che poteva essere aperta verso la parte posteriore del velivolo. Quando era completamente abbassata consentiva il carico di veicoli pesanti e merci parallelamente al livello della fusoliera.
Nel giugno 1940 l'RLM emise un ordine di fornitura per tre prototipi da destinare a prove di valutazione tuttavia non richiese una priorità nello sviluppo ritenendo ancora sufficienti le caratteristiche fornite dai pari ruolo già in servizio.
I primi tre esemplari adottarono la designazione Ju 252 V1-V3 ed erano destinati a prefigurare la variante A-0 inizialmente concepita per uso civile. Il primo esemplare ad essere portato in volo la prima volta si alzò dalla pista di Dessau il 5 giugno 1942, ai comandi del pilota collaudatore dell'azienda Joachim Matthies. Quando l'iniziale ciclo di prove di volo e la valutazione in condizioni operative furono concluse, l'RLM emise un iniziale ordine per la fornitura di 25 esemplari della versione militare da trasporto tattico, caratterizzata dall'adozione della rampa di carico posteriore, ordine in seguito ridotto a soli 12 aeromobili. Questi, dal V4-V15, vennero in seguito ridesignati Ju 252 A-1.
Venne anche prevista una variante idrovolante, designata Ju 252 W, della quale venne realizzato un modello destinato alla galleria del vento ma il suo sviluppo venne sospeso prima che ne venisse completato il primo prototipo.
Sebbene lo Ju 252 avesse caratteristiche decisamente superiori al modello che doveva sostituire, la situazione in quel momento non permetteva l'interruzione delle linee di produzioni preesistenti. In più l'RLM era dell'opinione che qualsiasi velivolo avesse dovuto prendere il posto dello Ju 52/3m doveva ricorrere a risorse, a materiali strategici ed a propulsori diversi da quelli destinati agli aerei da combattimento.
La squadra di progettisti Junkers dello stabilimento di Dessau fu incaricata di esaminare la possibilità di ridisegnare lo Ju 252 in modo da inserire una notevole quantità di parti in legno nella sua struttura e di poter utilizzare per la propulsione, in luogo degli Junkers Jumo 211 F 12 cilindri a V rovesciata raffreddati a liquido, le notevoli scorte in eccedenza dei motori radiali Bramo 323 R-2 Fafnir a 9 cilindri. Il risultato fu un velivolo che, pur conservando una notevole somiglianza, aveva caratteristiche tali da poterlo ritenere un nuovo e distinto modello per cui l'RLM gli assegnò la designazione ufficiale Ju 352.
La produzione dello Ju 252 venne quindi interrotta in favore del nuovo modello rimanendo limitata a 15 velivoli, ovvero i prototipi già assemblati e gli esemplari già in avanzata fase di costruzione.

## Descrizione tecnica
Lo Ju 252 era un velivolo di costruzione metallica dall'impostazione classica che riproponeva la configurazione generale del predecessore Ju 52/3, trimotore ad ala bassa, introducendo il carrello retrattile.

### Propulsione
La propulsione era affidata ai motori Junkers Jumo 211, dei 12 cilindri a V rovesciata raffreddati a liquido in grado di erogare, nella versione F adottata dai modelli di serie, una potenza pari a 1 340 PS (986 kW) ciascuno, collocati in tre gondole, una all'estremità anteriore della fusoliera e due sul bordo d'attacco alare, assieme ai tipici radiatori anulari ed abbinati ad eliche tripala.

### Armamento
L'armamento adottato era solo allo scopo di difesa e consisteva in una torretta ad azionamento elettrico EDL-131 dotata di una mitragliatrice calibro 13 mm più due MG 15 calibro 7,92 mm posizionate sui finestrini della fusoliera per la copertura laterale.

## Impiego operativo
Gli esemplari iniziarono ad essere consegnati ai Lufttransportstaffel (LTS), reparti da trasporto della Luftwaffe, tra la fine del 1942 ed il 1943. Un Ju 252 risulta essere stato assegnato ad una squadriglia dotata di aerei da trasporto quadrimotore, in seguito ridesignata Lufttransportstaffel 290 (LTS 290), affiancando i quadrimotori Ju 290 già in organico. Altri risultano essere stati impiegati nel Gruppo "Gartenfeldt" ed utilizzati in missioni speciali per l'infiltrazione di agenti in Nord Africa per conto del Reichssicherheitshauptamt. Due esemplari inoltre risultarono essere operativi nel I gruppo del 200º stormo da bombardamento (I/KG 200).

## Utilizzatori
Germania
- Luftwaffe